# Bernat Vallès
Bernat Vallès fue canónigo de Barcelona y rector de Santa María de Badalona y de San Pedro Pescador. Fue designado diputado eclesiástico, cargo preemintente, de la Diputación del General de Cataluña por las Cortes de Tortosa del 11 de marzo de 1365 hasta 1367.
En aquel momento la Guerra de los Dos Pedros contra Castilla comportaba un importante gasto al rey de Aragón, motivo por el cual convocó Cortes con mayor frecuencia (marzo, julio y septiembre de 1365) para recaudar fondos. Para este fin y también para tener un mayor control sobre los diputados que, a pesar de su reciente nombramiento, habían sido cuestionados por las Cortes y defendidos por el rey, en diciembre de 1365 se nombraron varios diputados adjuntos y más procuradores y auditores. Las nuevas aportaciones monetarias y el interés del Papa para reubicar a las tropas mercenarias de Bertrand Du Guesclin, consiguieron su intervención en el conflicto con un repliegue de las tropas castellanas y un cierto respiro para Pedro IV de Aragón.
En 1367 el rey convocó las Cortes de Vilafranca. La desconfianza mostrada en las anteriores Cortes hacia los diputados llevó a designar auditores para revisar las cuentas y crear una comisión formada por Ramon Gener, Ramon de Julià y Ramon Sescomes con el objetivo de analizar el funcionamiento de la Diputación del General. Tras la investigación se decidió suprimir temporalmente el cargo de diputado residente  (es decir, la figura que se ha considerado como cargo preeminente de la Diputación) y nombrar a un regente, cargo que recayó en Pere Vicenç, hasta aquel momento, regente de cuentas.